# Simpang Tiga Makmur
Simpang Tiga Makmur is een bestuurslaag in het regentschap Ogan Komering Ilir van de provincie Zuid-Sumatra, Indonesië. Simpang Tiga Makmur telt 1480 inwoners (volkstelling 2010).